# Cristoforo Manna
Pour les articles homonymes, voir Manna.
Cristoforo Manna (né à Naples en 1704, où il est décédé à une date inconnue) est un compositeur italien.

## Biographie
Cristoforo Manna est un fils de Vitagliano Manna et un cousin de Gennaro Manna. Après des études au Conservatoire de Santa Maria di Loreto, il a servi en tant que musicien le marquis de Fuscaldo, au service duquel était déjà son père. Au printemps 1729, il a composé l'opéra-bouffe Lo trionfo d'ammore o pure che dura vence (son œuvre la plus célèbre), qui a été mis en scène au Teatro dei Fiorentini à Naples la même année.